# 巴哈马人口

巴哈馬人口，資料來自聯合國糧食及農業組織，2005年。單位為千人

巴哈马在18世纪末英国人与非洲黑奴到来之前，仍十分荒凉，并无较为固定的定居者，偶有海盗会将船只停泊下来做避难所。一直到20世纪初，全国的人口也没有超过6万。现在，85%的巴哈马人是非洲裔黑人的后代。其中将近三分之二的人口集中在新普罗维登斯岛（首都拿骚所在岛屿）。

## 数据
人口：313,312（2011年）
年龄结构
- 0-14岁： 24.4%（男性 38,834；女性 37,715）
- 15-64 岁： 69.2%（男性 106,882；女性 110,081）
- 65 岁及以上： 6.3%（男性 7,578；女性 12,222）

年龄中位数
- 男性： 29.1岁
- 女性： 31.3岁
- 总人口： 30.2岁

增长率： 0.922%
出生率：16.1/1,000人
死亡率： 6.88 /1,000人
净迁移率： 0/1,000人
性别比例
- 出生： 1.03 男性／女性
- 15 岁以下： 1.03 男性／女性
- 15-64 岁： 0.97 男性／女性
- 65 岁及以上： 0.62 男性／女性
- 总人口： 0.96 男性／女性

婴儿死亡率
- 男婴： 13.29/1,000
- 女婴： 13.69/1,000
- 总死亡率： 13.49/1,000

平均寿命：
- 男性： 68.8 岁
- 女性： 73.63 岁
- 总人口： 71.18 岁

生育率： 1.99个子女／妇女
HIV/ADIS成人感染率:3.1%
HIV/ADIS病人：6,600
HIV/ADIS死亡病例：>500（2009年）
种族： 
- 黑人:85%
- 白人：12%
- 亚裔及拉丁裔：3%

语言：英语（官方语言）、海地克里奥尔语（海地移民）
识字率：
- 15岁以上能读写
- 总人口： 95.6%
- 男性： 94.7%
- 女性： 96.5%